# Vyssokogorny (kraï de Khabarovsk)
Vyssokogorny (en russe : Высокого́рный) est une commune urbaine du raïon de Vanino du kraï de Khabarovsk, en Russie. Il est le centre administratif de l'établissement urbain de Vyssokogorny, et se trouve en Extrême-Orient russe. Sa population s'élevait à 2 443 habitants en 2023.    

## Géographie
La commune urbaine de Vyssokogorny se situe en Extrême-Orient russe, dans le kraï de Khabarovsk, dans le district fédéral d'Extrême-Orient. La localité se trouve dans le raïon de Vanino, une des raïons du kraï, et fait partie de l'établissement urbain de Vyssokogorny, une municipalité du raïon, dont il est le chef-lieu,,.
Vyssokogorny, comme tout le kraï de Khabarovsk, est située dans le fuseau horaire MSK+7 (heure de Vladivostok). Le décalage horaire appliqué par rapport au temps universel coordonné est +10:00.

## Démographie
Recensements (*) et estimations de la population:
| 2002* | 2010* | 2021* | 2023  |
| ----- | ----- | ----- | ----- |
| 4 044 | 3 376 | 2 512 | 2 443 |